# Dragutin Mašek
Dragutin Mašek vitez Bosandolski (Zagreb, 28. siječnja 1866. – Zagreb, 19. ožujka 1956.) je hrvatski liječnik otorinolaringolog i profesor.

## Životopis
Dragutin Mašek rodio se u Zagrebu 1866. Završio je Klasičnu gimnaziju u Zagrebu 1884. godine. U Grazu započinje studij medicine koji nastavlja u Beču gdje i diplomira 1890. Po povratku u Zagreb radi na kirurškom odjelu Bolnice milosrdnih sestara i istovremeno obavlja dužnost kotarskog fizika. 1908. biva promoviran u županijskog fizika. Preseljenjem bolnice postaje primarius novoosnovanog III. odjela u sklopu kojega razvija djelatnosti dermatovenerologije, otorinolaringologije i oftalmologije.
Dragutin Mašek vitez Bosandolski bio je zagovornik osnivanja Medicinskog fakulteta u Zagrebu. U travnju 1918. imenovan je redovitim profesorom. 1921. godine je u zgradi Pučke škole u Zagrebu otvorena Otolaringološka klinika čime je oformljena Katedra za otorinolaringologiju pri medicinskom fakultetu te su udareni temelji razvoja otorinolaringologije kao medicinske specijalnosti u Hrvatskoj.
Objavljuje veći broj radova s temama iz područja dermatovenerologije i otorinolaringologije, posebice o problemima raka grkljana, sifilisa i stranih tijela u području uha, grla i nosa. Zalagao se za rehabilitaciju gluhonijemih osoba, prevenciju alkoholizma i promociju tjelesne kulture. Pokretač je časopisa Novi život.
Od izbora aklamacijom 30. siječnja 1913. punih 6 godina predsjeda Zborom liječnika Kraljevine Hrvatske i Slavonije. Također je predsjedao i Zemaljskim zdravstvenim vijećem, Društvom apstinenata u Hrvatskoj i Slavoniji, kao i Jugoslavenskim savezom trezvenosti.
Dragutin Mašek je umirovljen 1929., a preminuo je 1956. godine.

## Izabrana djela
- Mala anatomija i fiziologija, priručnik (1921.)